# George Bastl
George Edward Bastl (Ollon, 1º aprile 1975) è un ex tennista svizzero.
È noto per avere sconfitto Pete Sampras che disputava il suo ultimo match a Wimbledon, nello specifico al secondo turno del Torneo di Wimbledon 2002, impresa riuscitagli con il punteggio di 6–3, 6–2, 4–6, 3–6, 6–4.

## Statistiche

### Singolare

#### Finali perse (1)
| Legenda                           |
| Grande Slam (0)                   |
| ATP Tour World Championships (0)  |
| Masters Series (0)                |
| Giochi olimpici (0)               |
| ATP International Series Gold (0) |
| ATP International Series (1)      |

| Numero | Data              | Torneo                  | Superficie | Avversario in finale | Punteggio |
| 1.     | 19 settembre 1999 | Tashkent Open, Tashkent | Cemento    | Nicolas Kiefer       | 4-6, 2-6  |

### Tornei minori

#### Singolare

##### Vittorie (4)
| Legenda tornei minori |
| Challenger (4)        |
| Futures (0)           |

| Numero | Data            | Torneo                          | Superficie       | Avversario in finale | Punteggio     |
| 1.     | 14 ottobre 1999 | Challenger Eckental, Eckental   | Sintetico indoor | Petr Luxa            | 7-6, 4-6, 6-4 |
| 2.     | 5 dicembre 1999 | Nümbrecht Challenger, Nümbrecht | Cemento indoor   | Martin Damm          | 7-6, 6-3      |
| 3.     | 21 ottobre 2001 | Tali Open, Helsinki             | Cemento indoor   | Ota Fukárek          | 6-4, 4-6, 6-4 |
| 4.     | 5 dicembre 2004 | Milano Challenger, Milano       | Sintetico indoor | Alexander Waske      | 7–6(5), 6-4   |

##### Finali perse (5)
| Legenda tornei minori |
| Challenger (5)        |
| Futures (0)           |

| Numero | Data | Torneo                             | Superficie  | Avversario in finale | Punteggio     |
| 1.     | 1998 | Andorra Challenger, Andorra        | Cemento (I) | Justin Gimelstob     | 3–6, 6–2, 6–7 |
| 2.     | 2003 | Leon Challenger, Leon              | Cemento     | Alex Bogomolov       | 6–7, 7–6, 4–6 |
| 3.     | 2005 | Wrexham Challenger, Wrexham        | Cemento (I) | Vladimir Voltchkov   | 6–4, 4–6, 3–6 |
| 4.     | 2005 | Luxembourg Challenger, Lussemburgo | Cemento (I) | Christophe Rochus    | 2–6, 6–3, 1–6 |
| 5.     | 2008 | Fergana Challenger, Fergana        | Cemento     | Pavel Šnobel         | 5–7, 3–6      |